# 德国社会民主党
德国社会民主党（德語：Sozialdemokratische Partei Deutschlands），简称德国社民党（SPD，德語發音：[ɛspeːˈdeː] ⓘ），是德国的主要政党之一，奉行社会民主主义。该党成立于1875年，由全德工人联合会和德国社会民主工党合并而成。该党曾在1966年—1982年，1998年—2009年以及2013年至今，与不同政党组成联合政府。在德国政治光谱中，其立场较联盟党和自由民主党偏左，但比左翼党更为温和。

## 基本政治纲领
社民党起源于工人运动，带有鲜明的社会主义色彩。它与工会关系密切，意识形态上曾与19世纪欧洲多数社会主义和社会民主主义政党一样，倾向于革命性的马克思主义。爱德华·伯恩施坦以其修正主义理论（伯恩施坦主义），挑战了当时社民党内仍占主导地位的革命派阵营。尽管在党内曾存在争议，但最迟至第一次世界大战后，修正主义理论已在社民党内逐步获得贯彻，尽管并非正式确立。该理论主张通过民主选举等合法途径掌握政权，并以渐进改革的方式，实现社会向社会主义的转型。
1989年，社民党宣布放弃自1959年起沿用的哥德斯堡纲领，转而采纳《柏林宣言》。为了更鲜明地突出自身立场，并清晰地阐释政见，尤其是在与基民盟对比时，社民党于2007年发布了新的党纲。
社民党将社会正义置于其核心政治理念之一。他们认为，经济发展应服务于全体公民，利益分配应公平合理，从而提升社会整体福祉。同时，社民党强调，一个强大且注重社会福利的国家，方能有效保障弱势群体的权益；而审慎的财政政策，充分考虑后代人的需求，亦至关重要。为达成这些目标，惠及不同社会群体，社民党提出了一系列改革倡议，例如推行新的富人税政策等。
在社会政策层面，社民党致力于推动民权，构建开放社会，并鼓励公民参与政治，视自由、正义和团结为社会基石。
在国际政策上，社民党主张积极的欧洲一体化，并推行对外合作政策。
2013年的一项数据显示，社民党党员结构呈现老龄化趋势，63%的党员年龄超过60岁，35岁以下的青年党员仅占8%。党员性别比例失衡，男性党员占三分之二。多数党员具有工会背景，近半数党员为工人或公司雇员，家庭主妇（或家庭主夫）占12%，公务员占11%。

## 历史沿革
1863年5月23日，社会主义活动家斐迪南·拉萨尔创建全德工人联合会（即拉萨尔派）。1869年，奥古斯特·倍倍尔和威廉·李卜克内西创建德国社会民主工党（即爱森纳赫派）。在卡尔·马克思的斡旋下，1875年5月22日—27日，两个组织在哥达召开大会，合并为德国社会主义工人党，并通过哥达纲领，马克思为此撰写了著名的《哥达纲领批判》。
由于该党主张革命并反对君主制，俾斯麦政府于1878年开始实施“反社会主义非常法”，宣布该党为非法组织，并进行镇压。然而，这一举措反而促进了该党组织结构的快速发展，并提升了工作效率。在此期间，时任陆军元帅阿尔弗雷德·冯·瓦德西等代表国家力量的人物，多次呼吁对社会民主人士采取暴力镇压。但庞大的工人阶级在关键时刻觉醒，使该党迅速崛起为德国最大的政党。
1890年，德国社会主义工人党更名为“德国社会民主党”，恢复合法活动。1892年，该党正式获得合法地位，并在爱尔福特通过了爱尔福特纲领。由卡尔·考茨基和爱德华·伯恩斯坦起草的这份党纲，摒弃了改良主义，以马克思主义作为主要的思想指导。1890年，社民党已占据议会27.2%的席位，1912年更提升至34.8%。1913年倍倍尔逝世后，弗里德里希·艾伯特和胡戈·哈阿兹共同領導社民党。
19世纪末20世纪初，爱德华·伯恩斯坦提出了他的修正主义理论，挑战了社民党内部占据主流地位的革命马克思主义理论。伯恩斯坦认为，德国可以通过民主、合法的选举以及政府更迭，实现社会主义变革。修正主义理论在社民党的实际政治策略中得到部分应用，但未被公开承认。直到第一次世界大战之后，修正主义才逐渐成为社民党的官方意识形态。

### 1914年—1919年：一战、十一月革命、分裂
第一次世界大战爆发后，社民党投票支持战争公债的发行。只有卡尔·李卜克内西（威廉·李卜克内西之子）和奥托·吕勒两位社民党议员反对1915年的战争公债。1916年，卡尔·李卜克内西因参与反战游行而被捕，并被判处监禁。但出于不明原因，他在战争结束前获释。在战争期间，许多议员对社民党日益软弱的姿态感到不满，他们在社民党之外另行组建了一个独立于社民党的党派——德国独立社会民主党（USPD）。
1916年卡尔·李卜克内西出狱后，他和罗莎·卢森堡共同组织了左翼团体斯巴达克同盟，又称“国际派”。左翼社会民主党人从社民党中分离出来，组建新政党：独立社会民主党。形式上，斯巴达克同盟是独立社会民主党内的一个派别。加入独立社民党的社民党人，不仅包括左翼领袖罗莎·卢森堡，还包括马克思主义理论家、《新时代》的发行人卡尔·考茨基，以及修正主义的代表人物、理论家爱德华·伯恩斯坦。
从1915年起，一个名为列施—库诺—亨尼施集团（Lensch-Cunow-Hänisch-Gruppe）的组织（与俄裔德国社会主义右翼政治家亚历山大·帕尔乌斯关系密切），取代考茨基和伯恩斯坦，成为主要的修正主义派别。他们期望德国能在第一次世界大战中取得胜利，进而在欧洲推行社会主义制度，解放受沙皇统治的俄罗斯人民。海因里希·库诺，一位人种学家，同时也是社民党党校的讲师，于1917年取代考茨基，成为《新时代》的发行人，并参与撰写了后来的《格尔利茨宣言》和《海德堡宣言》。从1917年开始，随着大多数社会民主党人逐渐意识到战争将以失败告终，该组织的影响力也随之衰落。
1918年，德国战败的结局已定。在威廉港和基尔，水兵发动起义，史称德国革命，又称十一月革命。革命迫使德国皇帝威廉二世退位，并最终流亡荷兰。弗里德里希·艾伯特领导“多数派社会民主党” （Mehrheitssozialdemokratische Partei Deutschlands），为政府更迭做好准备。与此同时，马克斯·冯·巴登亲王也将政权移交给社会民主党主席弗里德里希·艾伯特。
斯巴达克同盟和部分独立社会民主党人，主张效仿数年前在俄罗斯爆发的十月革命，在德国建立苏维埃政权。然而，革命士兵和工人并未以俄国十月革命为榜样，他们中的大多数人都在为结束战争和推翻军政府而奔走。在此共同目标下，多数派社民党和独立社民党再度联合。这个由艾伯特和哈阿兹领导的、由多数派社民党和独立社民党平等组成的革命政府，只是一个过渡政府，其主要任务是为不久后举行的全民大选以及最终产生的国民议会做准备。
1918年末，多数派社会民主党人和部分独立社会民主党人，在联合政府中就如何军事镇压起义水兵的问题争论不休。多数社民党认为，未经授权的行动违背了工人运动的民主原则，他们尝试建立义务警察系统和多数派社会民主党的自由团體。1919年1月，斯巴达克同盟发动第二波革命浪潮，试图席卷德国。艾伯特政府随即聘用自由军团镇压起义。
由古斯塔夫·诺斯克征召的右翼民族主义自由军团，在多数派社会民主党的支持下，对斯巴达克同盟起义和苏维埃政权进行了血腥镇压。由此，古斯塔夫·诺斯克也成为了魏玛共和国的首任国防部长，同时也背负了“血手”的恶名。他应对自由军团对众多革命者的谋杀事件负责，其中既有知名人士，也有无名之辈。罗莎·卢森堡和卡尔·李卜克内西也在1919年1月15日遇害。
艾伯特和诺斯克在十一月革命及其镇压中所扮演的角色，受到了当时议会内外左翼政党的强烈抨击，被斥为“革命的叛徒”。斯巴达克同盟和其他左翼革命团体于1919年1月1日组建了德国共产党。这也标志着革命派社会民主党人与改良派社会民主党人正式分道扬镳。

### 1919年—1933年：魏玛共和国

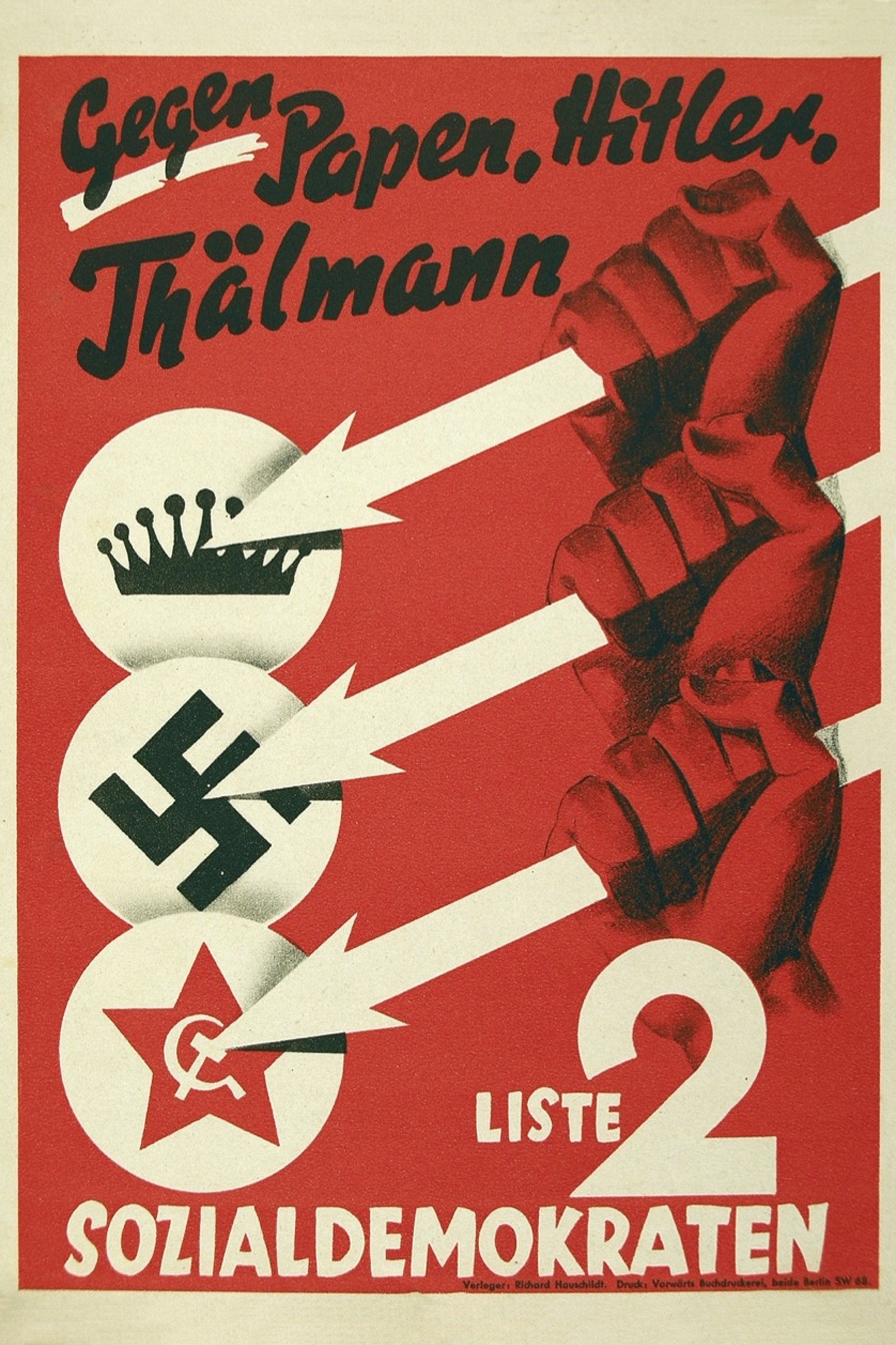
1932年广泛张贴的社民党竞选海报，其三箭符号象征着对反动保守主义、纳粹主义和共产主义的抵抗，口号为“反对帕彭、希特勒、台尔曼”。

1919年至1925年，社民党的弗里德里希·艾伯特执掌年轻的魏玛共和国政府。1922年，随着左翼势力的复兴，社民党与残余的独立社民党再次合并。此后，社民党与其他政党分担政府部门的领导权，并最终在1928年至1930年间，组建了以赫尔曼·穆勒为首的大联合政府。奥托·布劳恩也长期担任普鲁士自由邦总理，执政时间从1920年至1932年。
第一次世界大战结束后，社民党和由原社民党分裂出去的大部分成员组建的德国共产党，成为新的竞争对手，这很大程度上源于德国革命的遗留影响。由于部分工人阶级选民倒向德国共产党，社民党始终力图在帝国政治中保持影响力，以减少选票流失。在魏玛共和国时期，社民党的社会基础主要依靠工会组织中的专业技术工人。
尽管纳粹党（NSDAP）的势力逐渐壮大，社民党仍旧保有其原有的选民群体。纳粹党主要依靠争取年轻选民，甚至包括以往不参与投票的选民来赢得选举，但社民党对此缺乏有效的应对措施。由于社民党自身结构僵化，且不愿与指责社民党为“社会法西斯主义”的德国共产党合作，同时其他边缘化的民主党派也难以成为对抗纳粹的可靠盟友，导致社民党在应对纳粹崛起方面显得无力。
社民党议会党团所采取的绥靖政策，引发了布吕宁政府中部分年轻党员以及社民党左翼阵营日益强烈的批评。1931年，部分社民党左翼成员再次出走，组建了德国社会主义工人党。
1932年7月20日，在普鲁士政变中，柏林普鲁士政府领导人、社民党人奧托·布勞恩被军事政变推翻，社民党在普鲁士的最后堡垒也随之失守。
1933年3月24日，在德国1933年授权法的立法表决中，社民党议员集体投出反对票。奥托·威尔斯在辩论中，代表社民党在议会中最后一次公开反对希特勒，成为除被强制剥夺议席的德国共产党外，唯一一个在投票中反对《授权法》的政党。在社民党的所有党产被纳粹政权没收后，大部分党派领导人流亡国外。5月17日，希特勒在一份外交政策声明中，公开威胁社民党议会的主要成员。6月21日，社民党收到纳粹政府的禁令，7月14日，社民党正式被取缔。

### 二战后至今
二战结束后，社民党得以重建。在联邦德国，社民党最初处于在野地位，但从1966年至1982年，社民党开始主导联邦政府，维利·勃兰特和赫尔穆特·施密特先后担任西德总理。在1959年通过的《哥德斯堡纲领》中，社民党摒弃了阶级政党和马克思主义原则的概念，转而继续推行社会福利政策。1989年，德国社会民主党在《基本纲领》（1998年补充）的“我们的历史渊源”部分中声明：“欧洲民主社会主义的思想渊源，根植于基督教、人道主义哲学、启蒙运动、马克思的历史和社会学说以及工人运动的实践经验。”。2007年，社民党在党纲的“我们的核心价值观和核心理念”部分中再次强调：“1959年的哥德斯堡纲领，其思想根基在于犹太教和基督教、人文主义和启蒙思想、社会的马克思主义分析以及工人运动的经验。”。
尽管社民党最初曾反对西德于1955年加入北约，但如今已转变为坚定支持德国加强与欧洲联盟和北约的盟友关系。
在德国苏占区，即后来的东德，社民党组织被迫与德国共产党的东部组织合并，组建了德国统一社会党。1989年东欧剧变后，东德的社民党重新恢复为独立政党。两德统一后，东德社民党与西德社民党合并。
1990年德国统一后，1998年社民党在格哈特·施罗德的领导下，在联邦议院选举中获胜，重夺执政权，并在2002年成功连任。然而，由于施罗德政府在2005年提前解散议会并举行大选，社民党再次下野。此后，社民党加入由基民盟主导的大联合政府，后因在2009年联邦议院选举中惨败而退出政府，沦为在野党。
在格哈特·施罗德执政时期，社民党提出要建立更完善的社会保障体系，以减少失业。1998年德国联邦议院选举中，社民党以40.9%的得票率成为议会第一大党。社民党获胜的关键在于其在大城市和传统工业州的支持率。通过与绿党联合组建政府，社民党在1982年选举失利16年后，重新登上执政舞台。
1995年11月，奥斯卡·拉方丹当选为社民党主席。1998年，他出任财政部长。1999年3月，由于与总理施罗德在政策理念上存在分歧，拉方丹辞去党内和政府职务。施罗德接替拉方丹，成为社民党主席。
在2002年德国联邦议院选举中，社民党获得全国38.5%的选票，并与绿党继续组成联合政府。此后，该联合政府公开反对伊拉克战争。
2004年欧洲议会选举，对社民党而言是一场灾难。该党在全国范围内遭遇了二战以来最惨重的选举失利，得票率仅为21.5%，创历史新低。同年早些时候，社民党的领导权从总理施罗德移交至弗朗茨·明特费林，普遍认为此举旨在平息党内对联邦政府推行经济改革政策的不满。
近年来，社民党的党员人数持续减少。1976年，社民党拥有百万党员，到1998年降至77.5万人，2003年9月进一步减少到66.3万人，2005年11月仅剩59.1万人。许多原先的支持者转而支持立场更为左倾的绿党和左翼党。
2005年4月，时任党主席明特费林公开批评德国自由市场经济中存在的过度逐利现象，并呼吁联邦政府在促进经济公平方面加大干预力度。这一表态引发了全国性的广泛辩论，成为当时几乎所有主要期刊的头版话题，并在主要电视新闻节目中占据了每日报道的显著位置。明特费林的建议虽然遭到了一些雇主组织和经济学家的批评，但仍获得了相当一部分公众的支持（部分民意调查显示支持率高达75%）。
2005年1月，部分社民党左翼成员因不满社民党的政策右倾以及新自由主义倾向，脱离社民党，另行组建了劳动和社会公正－选举替代政党。5月，前社民党主席奥斯卡·拉方丹加入该党。2007年，该党与左翼党.民社党合并，组建了新的左翼党。
2005年，素有“社民党故乡”之称的北莱茵-威斯特法伦州举行州议会选举，社民党失去了在该州长达39年的执政地位，这一选举失利直接导致施罗德政府提前于9月18日举行联邦议院大选；大选结果，社民党与主要竞争对手基民盟势均力敌，但由于与绿党的议席总数未能过半，最终选择与基民盟组建大联合政府。
2006年4月10日，社民党主席马蒂亚斯·普拉策克因听力严重衰退辞职。在随后的临时党代会上，前副主席库尔特·贝克当选继任党主席。
2009年德国联邦议院选举中，社民党的得票率跌至23.0%，退出執政聯盟。
2013年德国联邦议院选举中，社民党的得票率回升至25.7%，再次与基民盟组建大联合政府。
2017年德国联邦议院选举中，社民党的得票率跌至20.5%。
2021年德国联邦议院选举中，社民党的得票率跃升至25.74%，是自2005年以来最好的成绩且使其主导组建政府，亦是自2002年以来首次夺回国会第一大党地位。
2025年德国联邦议院选举中，社民党的得票率跌至16.4%，是自1887年以來最差的成績且退居第三大黨。

## 選舉成绩

### 联邦议院
| 選舉年份   | 選區投票   | 黨派選票   | 總票數（至1912年）/ 黨派選票（截至1919年） | 總席次    | +/–  | 政府陣營 |
| ---------- | ---------- | ---------- | ------------------------------------------ | --------- | ---- | -------- |
| 1877年     | 493,447    |            | 9.1 (#4)                                   | 13 / 397  |      | 反對黨   |
| 1878年     | 437,158    |            | 7.6 (#5)                                   | 9 / 397   | ▼ 4  | 反對黨   |
| 1881年     | 311,961    |            | 6.1 (#7)                                   | 13 / 397  | ▲ 4  | 反對黨   |
| 1884年     | 549,990    |            | 9.7 (#5)                                   | 24 / 397  | ▲ 11 | 反對黨   |
| 1887年     | 763,102    |            | 10.1 (#5)                                  | 11 / 397  | ▼ 13 | 反對黨   |
| 1890年     | 1,427,323  |            | 19.7 (#1)                                  | 35 / 397  | ▲ 24 | 反對黨   |
| 1893年     | 1,786,738  |            | 23.3 (#1)                                  | 44 / 397  | ▲ 9  | 反對黨   |
| 1898年     | 2,107,076  |            | 27.2 (#1)                                  | 56 / 397  | ▲ 12 | 反對黨   |
| 1903年     | 3,010,771  |            | 31.7 (#1)                                  | 81 / 397  | ▲ 25 | 反對黨   |
| 1907年     | 3,259,029  |            | 28.9 (#1)                                  | 43 / 397  | ▼ 38 | 反對黨   |
| 1912年     | 4,250,399  |            | 34.8 (#1)                                  | 110 / 397 | ▲ 67 | 反對黨   |
| 1912年     | 4,250,399  | 執政聯盟   | 34.8 (#1)                                  | 110 / 397 | ▲ 67 |          |
| 1912年     | 4,250,399  | 執政聯盟   | 34.8 (#1)                                  | 110 / 397 | ▲ 67 |          |
| 1919年     |            | 11,509,048 | 37.9 (#1)                                  | 165 / 423 | ▲ 55 | 執政聯盟 |
| 1920年     |            | 6,179,991  | 21.9 (#1)                                  | 102 / 459 | ▼ 63 | 反對黨   |
| 1920年     | 執政聯盟   | 6,179,991  | 21.9 (#1)                                  | 102 / 459 | ▼ 63 |          |
| 1920年     | 反對黨     | 6,179,991  | 21.9 (#1)                                  | 102 / 459 | ▼ 63 |          |
| 1920年     | 執政聯盟   | 6,179,991  | 21.9 (#1)                                  | 102 / 459 | ▼ 63 |          |
| 1920年     | 反對黨     | 6,179,991  | 21.9 (#1)                                  | 102 / 459 | ▼ 63 |          |
| 1924年5月  |            | 6,008,905  | 20.5 (#1)                                  | 100 / 472 | ▼ 2  | 反對黨   |
| 1924年12月 |            | 7,881,041  | 26.0 (#1)                                  | 131 / 493 | ▲ 31 | 反對黨   |
| 1928年     |            | 9,152,979  | 29.8 (#1)                                  | 153 / 491 | ▲ 22 | 執政聯盟 |
| 1930年     |            | 8,575,244  | 24.5 (#1)                                  | 143 / 577 | ▼ 10 | 反對黨   |
| 1932年7月  |            | 7,959,712  | 21.6 (#2)                                  | 133 / 608 | ▼ 10 | 反對黨   |
| 1932年11月 |            | 7,247,901  | 20.4 (#2)                                  | 121 / 584 | ▼ 12 | 反對黨   |
| 1933年3月  |            | 7,181,629  | 18.3 (#2)                                  | 120 / 667 | ▼ 1  | 反對黨   |
| 1949年     |            | 6,934,975  | 29.2 (#2)                                  | 131 / 402 | ▲ 11 | 反對黨   |
| 1953年     | 8,131,257  | 7,944,943  | 28.8 (#2)                                  | 162 / 509 | ▲ 22 | 反對黨   |
| 1957年     | 11,975,400 | 11,875,339 | 31.8 (#2)                                  | 181 / 519 | ▲ 19 | 反對黨   |
| 1961年     | 11,672,057 | 11,427,355 | 36.2 (#2)                                  | 203 / 521 | ▲ 22 | 反對黨   |
| 1965年     | 12,998,474 | 12,813,186 | 39.3 (#2)                                  | 217 / 518 | ▲ 14 | 執政聯盟 |
| 1969年     | 14,402,374 | 14,065,716 | 42.7 (#2)                                  | 237 / 518 | ▲ 20 | 執政聯盟 |
| 1972年     | 18,228,239 | 17,175,169 | 45.8 (#1)                                  | 242 / 518 | ▲ 5  | 執政聯盟 |
| 1976年     | 16,471,321 | 16,099,019 | 42.6 (#2)                                  | 224 / 518 | ▼ 18 | 執政聯盟 |
| 1980年     | 16,808,861 | 16,260,677 | 42.9 (#2)                                  | 228 / 519 | ▲ 4  | 執政聯盟 |
| 1983年     | 15,686,033 | 14,865,807 | 38.2 (#2)                                  | 202 / 520 | ▼ 26 | 反對黨   |
| 1987年     | 14,787,953 | 14,025,763 | 37.0 (#2)                                  | 193 / 519 | ▼ 9  | 反對黨   |
| 1990年     | 16,279,980 | 15,545,366 | 33.5 (#2)                                  | 239 / 662 | ▲ 46 | 反對黨   |
| 1994年     | 17,966,813 | 17,140,354 | 36.4 (#2)                                  | 252 / 672 | ▲ 13 | 反對黨   |
| 1998年     | 21,535,893 | 20,181,269 | 40.9 (#1)                                  | 298 / 669 | ▲ 43 | 執政聯盟 |
| 2002年     | 20,059,967 | 18,484,560 | 38.5 (#1)                                  | 251 / 603 | ▼ 47 | 執政聯盟 |
| 2005年     | 18,129,100 | 16,194,665 | 34.2 (#2)                                  | 222 / 614 | ▼ 29 | 執政聯盟 |
| 2009年     | 12,077,437 | 9,988,843  | 23.0 (#2)                                  | 146 / 622 | ▼ 76 | 反對黨   |
| 2013年     | 12,835,933 | 11,247,283 | 25.7 (#2)                                  | 193 / 630 | ▲ 42 | 執政聯盟 |
| 2017年     | 11,426,613 | 9,538,367  | 20.5 (#2)                                  | 153 / 709 | ▼ 40 | 執政聯盟 |
| 2021年     | 12,227,998 | 11,949,374 | 25.7 (#1)                                  | 206 / 735 | ▲ 53 | 執政聯盟 |
| 2025年     | 9,936,433  | 8,149,124  | 16.4 (#3)                                  | 120 / 630 | ▼ 86 | 執政聯盟 |

### 歐洲議會
| 選舉年 | 總得票     | 總得票率（%）及排名 | 席次    | 席次增減 |
| ------ | ---------- | ------------------- | ------- | -------- |
| 1979   | 11,370,045 | 40.8 (#1)           | 33 / 81 |          |
| 1984   | 9,296,417  | 37.4 (#2)           | 32 / 81 | ▼ 1      |
| 1989   | 10,525,728 | 37.3 (#1)           | 30 / 81 | ▼ 2      |
| 1994   | 11,389,697 | 32.2 (#1)           | 40 / 99 | ▲ 10     |
| 1999   | 8,307,085  | 30.7 (#2)           | 33 / 99 | ▼ 7      |
| 2004   | 5,547,971  | 21.5 (#2)           | 23 / 99 | ▼ 10     |
| 2009   | 5,472,566  | 20.8 (#2)           | 23 / 99 | ━ 0      |
| 2014   | 7,999,955  | 27.2 (#2)           | 27 / 96 | ▲ 4      |
| 2019   | 55,914,953 | 15.8 (#3)           | 16 / 96 | ▼ 11     |

### 州議會
| 州議會                  | 選舉年份 | 得票      | 得票率（%）   | 席位     | 席位 | 政府陣營               |
| 州議會                  | 選舉年份 | 得票      | 得票率（%）   | No.      | ±    | 政府陣營               |
| ----------------------- | -------- | --------- | ------------- | -------- | ---- | ---------------------- |
| 巴登-符腾堡州           | 2021     | 535,462   | 11.0 (#3)     | 19 / 154 | ━ 0  | 反對黨                 |
| 巴伐利亚州              | 2018     | 1,317,942 | 9.7 (5th) ▼   | 22 / 205 | ▼ 20 | 反對黨                 |
| 柏林                    | 2016     | 352,369   | 21.6 (1st) ▼  | 38 / 160 | ▼ 10 | 社民黨 - 左翼黨 - 綠黨 |
| 勃兰登堡州              | 2019     | 331,238   | 26.2% (1st) ▼ | 25 / 88  | ▼ 5  | 社民黨 - 左翼黨        |
| 不来梅州                | 2019     | 365,315   | 24.9 (2nd) ▼  | 23 / 84  | ▼ 7  | 社民黨 - 綠黨 - 左翼黨 |
| 漢堡州                  | 2020     | 1,554,760 | 39.0 (#1)     | 54 / 123 | ▼ 4  | 社民黨–綠黨            |
| 黑森州                  | 2018     | 570,166   | 19.8 (3rd) ▼  | 29 / 137 | ▼ 8  | 反對黨                 |
| 下萨克森州              | 2017     | 1,413,990 | 36.9 (1st) ▲  | 55 / 137 | ▲ 6  | 社民黨 - 基民盟        |
| 梅克伦堡-前波美拉尼亚州 | 2016     | 246,393   | 30.6 (1st) ▼  | 28 / 71  | ▼ 2  | 社民黨 - 基民盟        |
| 北莱茵-威斯特法伦州     | 2017     | 2,649,205 | 31.2 (2nd) ▼  | 69 / 199 | ▼ 30 | 反對黨                 |
| 莱茵兰-普法尔茨州       | 2021     | 691,055   | 35.7 (#1)     | 39 / 101 | ━ 0  | 社民黨–綠黨–自民黨     |
| 萨尔兰州                | 2017     | 157,841   | 29.6 (2nd) ▼  | 17 / 51  | ━ 0  | 基民盟 - 社民黨        |
| 萨克森州                | 2019     | 167,289   | 7.7 (5th) ▼   | 10 / 119 | ▼ 8  | 基民盟 - 社民黨        |
| 萨克森-安哈尔特州       | 2021     | 89,475    | 8.4 (#4)      | 9 / 97   | ▼ 2  | 反對黨                 |
| 石勒苏益格-荷尔斯泰因州 | 2017     | 400,635   | 27.2 (2nd) ▼  | 21 / 73  | ▼ 1  | 反對黨                 |
| 圖林根州                | 2019     | 90,984    | 8.2 (#4)      | 8 / 90   | ▼ 4  | 左翼黨–社民黨–綠黨     |

## 歷任領導人

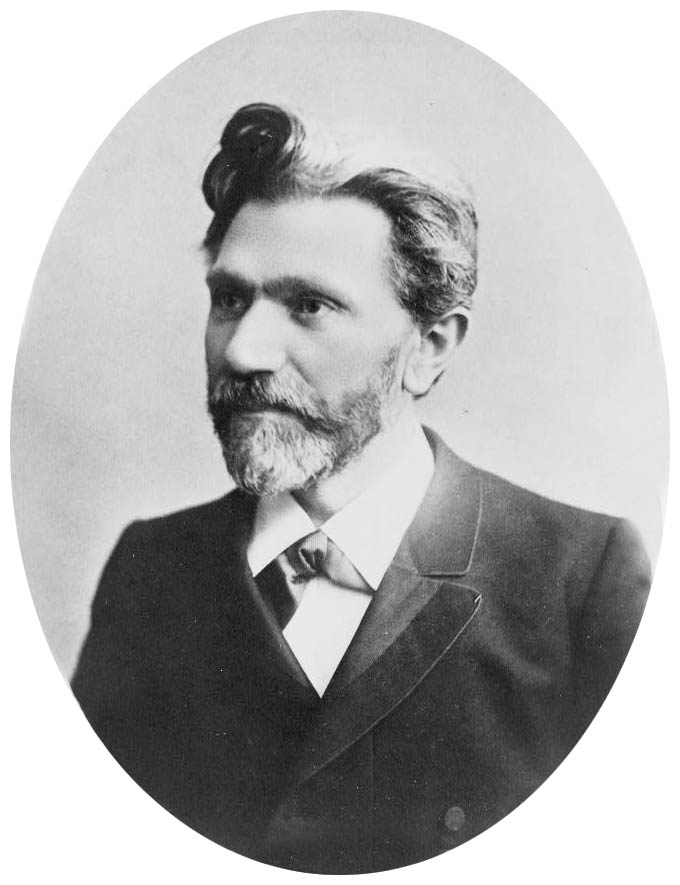
奥古斯特·倍倍尔

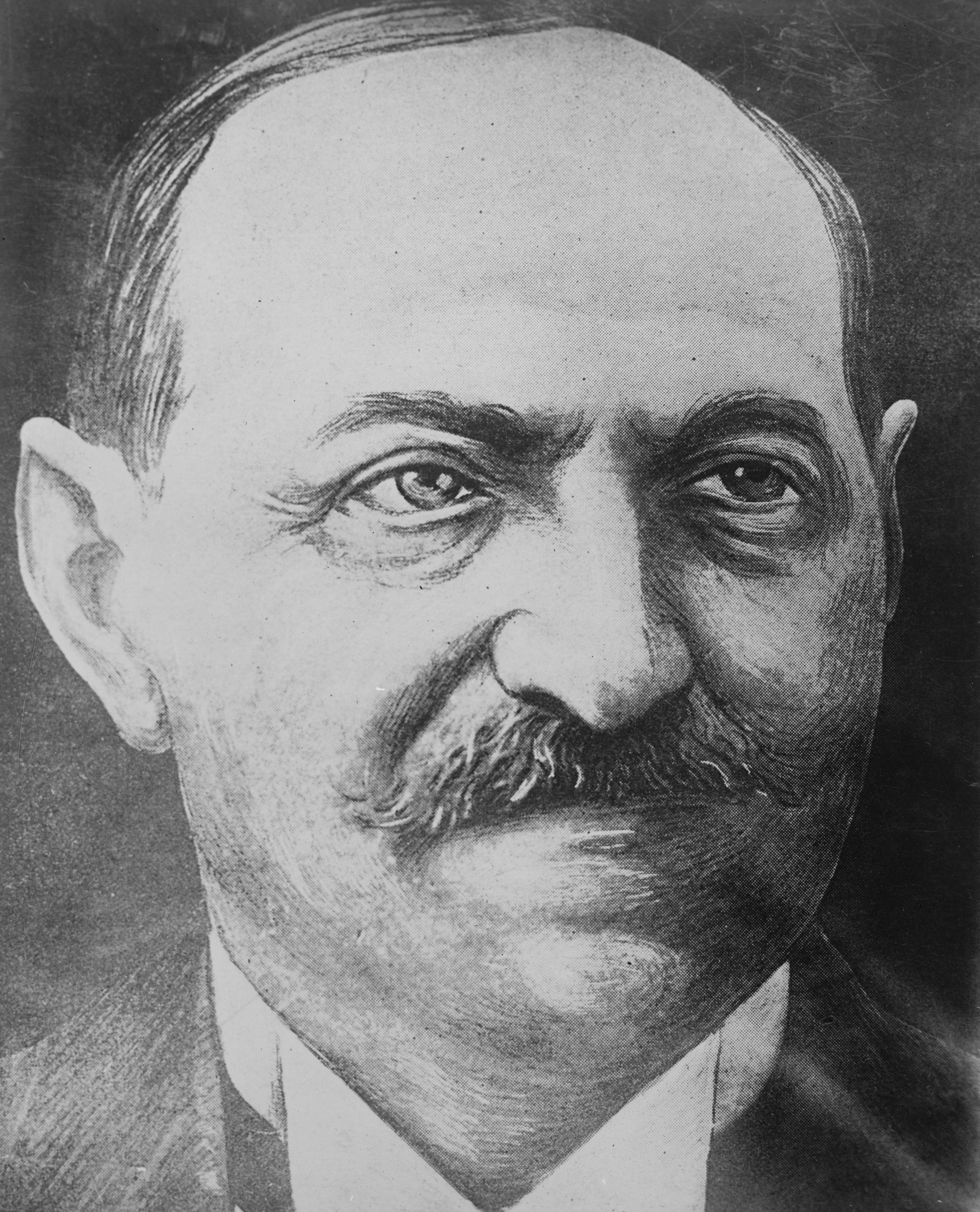
胡戈·哈塞

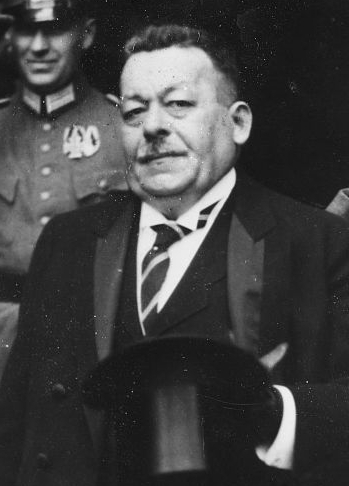
弗里德里希·艾伯特

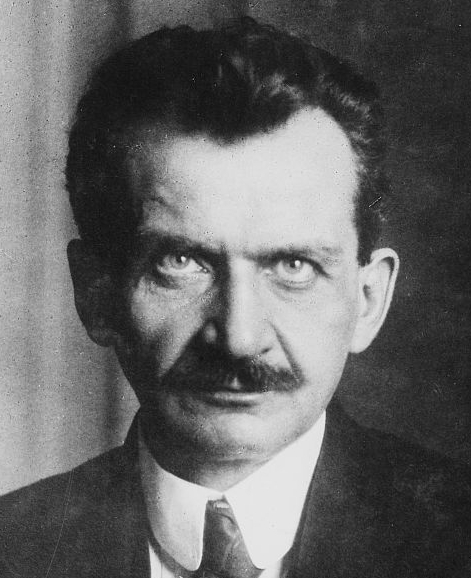
奥托·威尔斯

### 第一次世界大战前的领导人
- 奥古斯特·倍倍尔
- 威廉·李卜克内西
- 伊格纳茨·奥艾尔
- 卡尔·考茨基
- 爱德华·伯恩斯坦
- 罗莎·卢森堡

### 战间期的领导人
- 弗里德里希·艾伯特
- 菲利普·谢德曼
- 古斯塔夫·鲍尔
- 赫尔曼·穆勒

### 历任主席
- 奥古斯特·倍倍尔、保罗·辛格尔（1892年—1911年）
- 奥古斯特·倍倍尔、胡戈·哈塞（1911年—1913年）
- 弗里德里希·艾伯特、胡戈·哈塞（1913年—1916年）
- 弗里德里希·艾伯特（1916年—1917年）
- 弗里德里希·艾伯特、菲利普·谢德曼（1917年—1919年）
- 奥托·威尔斯、赫尔曼·穆勒（1919年—1922年）
- 亚瑟·克里斯平、奥托·维尔斯、赫尔曼·穆勒（1922年—1928年）
- 亚瑟·克里斯平、奥托·维尔斯（1928年—1931年）
- 亚瑟·克里斯平、奥托·维尔斯、汉斯·福格尔（1931年—1933年）
- 奥托·维尔斯和汉斯·福格尔（1933年—1939年，流亡）
- 汉斯·福格尔（Hans Vogel）（1939年—1945年，流亡）
- 库尔特·舒马赫（1946年—1952年）
- 埃里希·奥伦豪尔（Erich Ollenhauer）（1952年—1963年）
- 维利·勃兰特（1964年—1987年）
- 汉斯-约亨·福格尔（1987年—1991年）
- 比约恩·恩格霍姆（Björn Engholm）（1991年—1993年）
  - 约翰内斯·劳（1993年；代理）
- 鲁道夫·沙尔平（1993年—1995年）
- 奥斯卡·拉方丹（1995年—1999年）
- 格哈特·施罗德（1999年—2004年）
- 弗朗茨·明特费林（2004年3月21日—2005年11月15日）
- 马蒂亚斯·普拉策克 （2005年11月15日—2006年4月10日）
- 庫特·貝克（2006年4月10日—2008年9月7日）
- 弗朗茨·明特费林（2008年10月18日—2009年11月13日）
- 西格玛尔·加布里尔（2009年11月13日—2017年3月19日）
- 马丁·舒尔茨（2017年3月19日—2018年2月13日）
  - 奥拉夫·朔尔茨（2018年2月13日—2018年4月22日；代理）
- 安德烈娅·纳勒斯（2018年4月22日—2019年6月3日）
  - 曼努埃拉·施韦西希（2019年6月3日—2019年9月10日；代理）
  - 托尔斯滕·舍费尔-金贝尔（2019年6月3日—2019年10月1日；代理）
  - 马卢·德赖尔（2019年6月3日—2019年12月6日；代理）
- 诺贝特·瓦尔特-博尔扬斯（2019年12月6日—2021年12月11日；联合主席）
- 萨斯基娅·埃斯肯（自2019年12月6日起；联合主席）
- 拉尔斯·克林拜尔（自2019年12月6日起；联合主席）

### 社民党总理
- 弗里德里希·艾伯特（1918年）
- 菲利普·谢德曼（1919年）
- 古斯塔夫·鲍尔（1919年－1920年）
- 赫尔曼·穆勒（1920年、1928年－1930年）
- 维利·勃兰特（1969年－1974年）
- 赫尔莫特·施密特（1974年－1982年）
- 格哈特·施罗德（1998年－2005年）
- 奥拉夫·朔尔茨（2021年－2025年）

### 社民党总统
- 弗里德里希·艾伯特（1919年－1925年）
- 古斯塔夫·海涅曼（1969年－1974年）
- 约翰内斯·劳（1999年－2004年）
- 弗兰克-瓦尔特·施泰因迈尔（2017年至今）